# Ура!
Ура́! — емоційний вигук. Семантично використовується рядом країн як бойовий заклик під час атаки, військова команда вітання командирам чи вираження загального схвалення, захоплення, радості. Словосполучення «на ура» також має значення: нападом без підготовки, з надією на випадковий успіх.

## Етимологія
Слово відоме в багатьох слов'янських та окремих інших індоєвропейських мовах. Найдавніше зафіксоване застосування вигуку «Ура!» вжито як бойовий заклик. Має кілька етимологічних тлумачень, серед яких переважає версія походження з тюркської, у якій перед початковим -r вживається -u, (urmak «бити» — ura «бий»).
Згідно думки О. І. Германовича, котрий посилався на етнографію якутів та бурятів, слово «уруй» (алт. «куруй», монг. «хуру») — вираження моління про добробут, заклинання проти зла, і одночасно заклик, погроза, бойовий клич що використовувався у війську Золотої Орди під час походів на Русь. Монгольською мовою "урагшаа" - вперед. На користь гіпотез про східне або тюркське походження вигуку може служити той факт, що в Західній Європі «Ура!» поширилося під час Наполеонівських воєн від Російської імператорської армії.
У XXI столітті в Збройних силах України, котрі до того також тривалий час використовували подібне привітання у спадок від СРСР, «Ура!» було замінено на «Слава!».